# Edith M. Thomas
Edith Matilda Thomas (ur. 12 sierpnia 1854, zm. 13 września 1925 w Nowym Jorku) – poetka amerykańska. Urodziła się w Chatham w stanie Ohio. Ukończyła Normal Institute w Genevie. Wydała między innymi poczwórny cykl Children of Spring, Children of Summer, Children of Autumn i Children of Winter (1888). Opublikowała też tomik Cassia, and Other Verse.